# NGC 290
NGC 290 este un roi deschis situat în Micul Nor al lui Magellan, în constelația Tucanul. A fost descoperit în 5 septembrie 1826 de către James Dunlop. De asemenea, a fost observată încă o dată în 11 aprilie 1834 de către John Herschel.

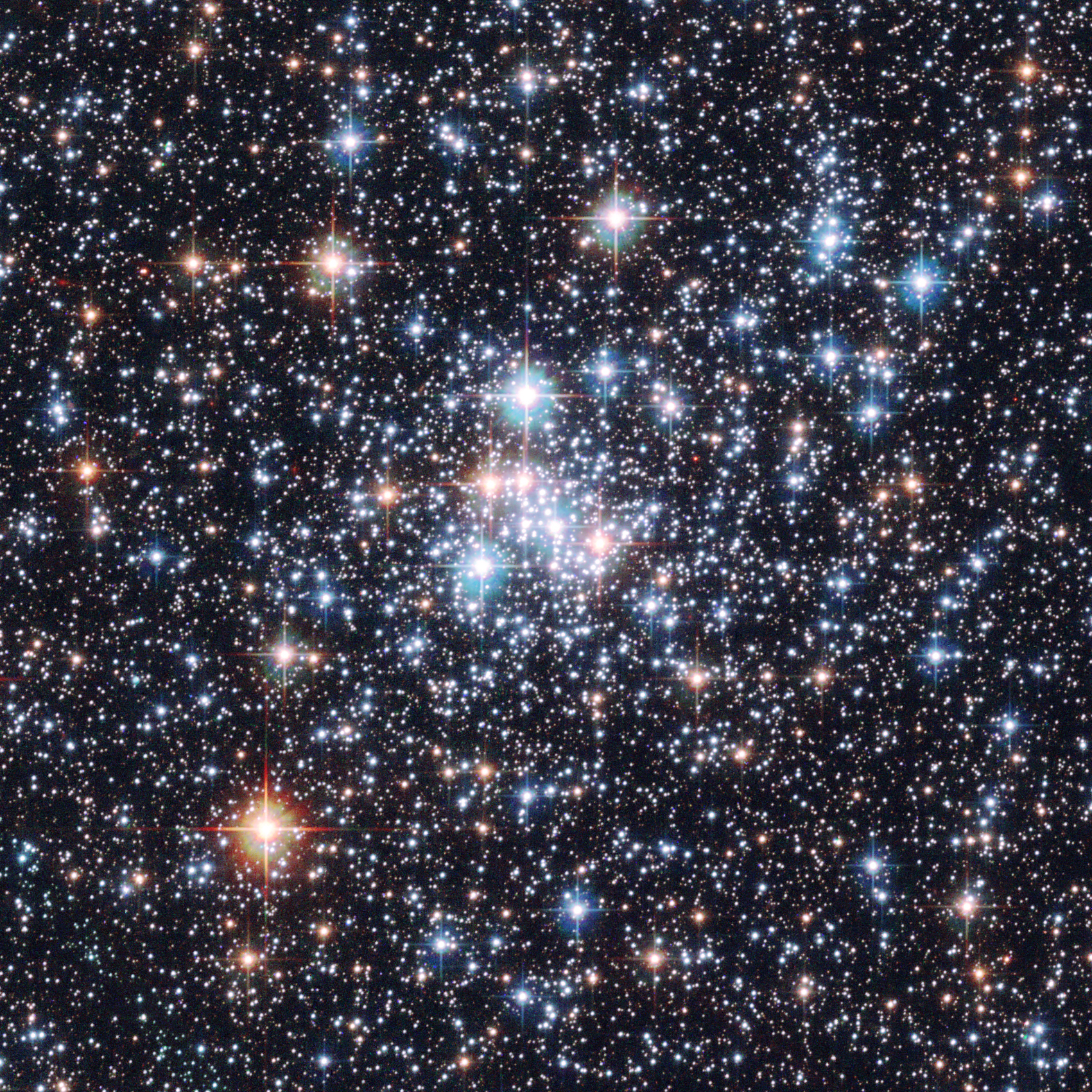
NGC 290 (Telescopul spațial Hubble)